# استفان باربو
استفان باربو (انگلیسی: Ștefan Barbu؛ ۲ مارس ۱۹۰۸ – ۳۰ ژوئن ۱۹۷۰) یک بازیکن فوتبال اهل رومانی بود.
وی همچنین در تیم ملی فوتبال رومانی بازی کرده‌است.